# NGC 2490
NGC 2490 este o galaxie lenticulară situată în constelația Gemenii. A fost descoperită în 14 februarie 1857 de către William Parsons, 3rd Earl of Rosse⁠(d).